# 贾斯廷·彼得斯
贾斯廷·彼得斯（英語：Justin Peters，1986年8月30日—），加拿大男子冰球运动员，场上位置是守门员。他曾代表加拿大国家队参加2018年冬季奥林匹克运动会冰球比赛，获得一枚铜牌。